# UTC−02:30

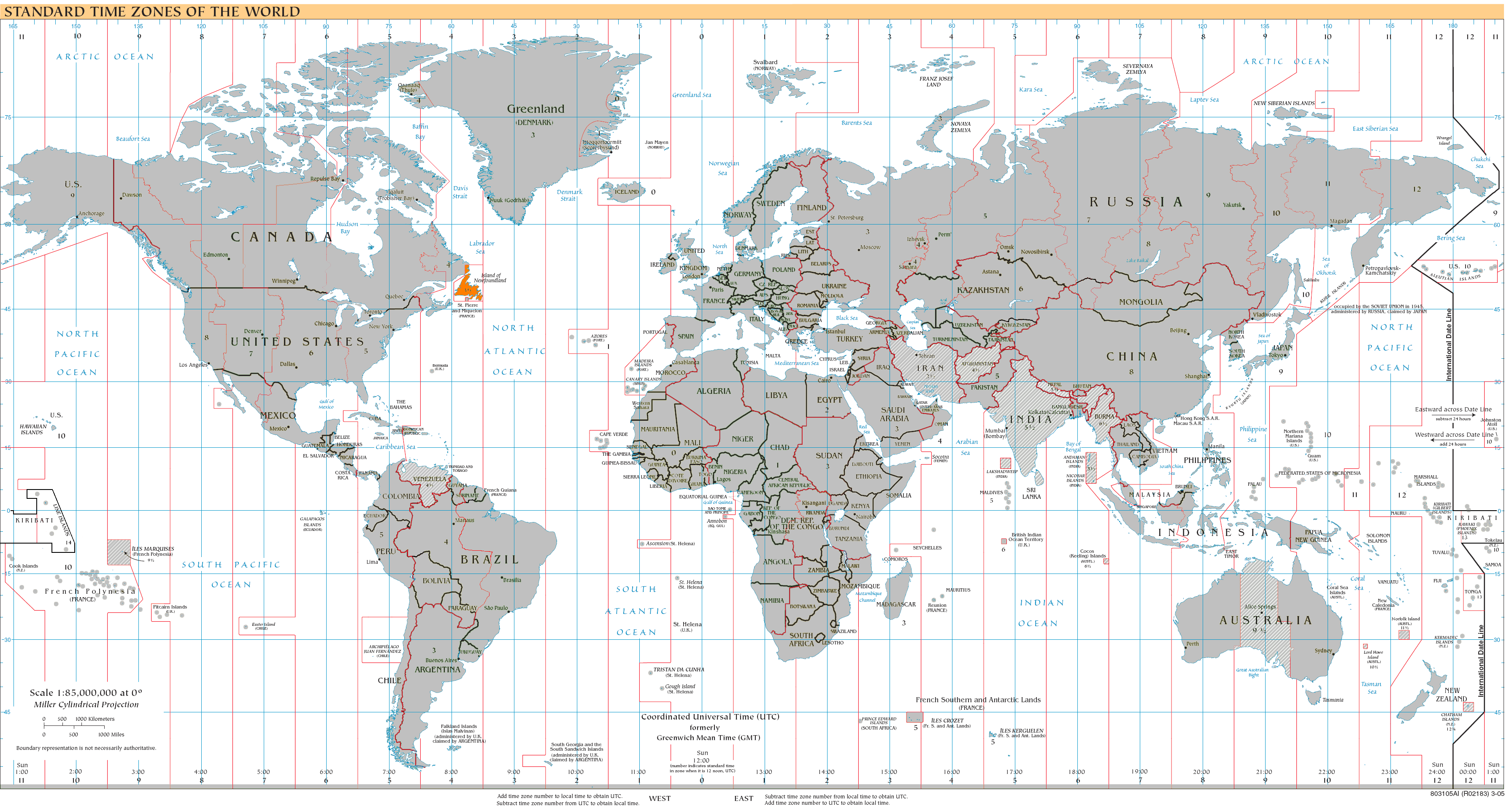
Az UTC–2:30 területei:

Az UTC–02:30 egy időeltolódás, amely két és fél órával van hátrább az egyezményes koordinált világidőnél (UTC).

## Nyári időszámításként használó területek (az északi félteke nyarain)

### Észak-Amerika
- Kanada
  - Új-Fundland és Labrador
    - Labrador
      - a L'Anse-au-Clair és Norman Bay települések közti terület

    - Új-Fundland

## Időzóna ebben az időeltolódásban
| Időzóna neve angolul       | Időzóna neve magyarul  | Időzóna rövidítése |
| -------------------------- | ---------------------- | ------------------ |
| Newfoundland Daylight Time | Új-fundlandi nyári idő | NDT                |

## Fordítás
Ez a szócikk részben vagy egészben  az   UTC−02:30 című angol Wikipédia-szócikk ezen változatának fordításán alapul.  Az eredeti cikk szerkesztőit annak laptörténete sorolja fel. Ez a jelzés csupán a megfogalmazás eredetét és a szerzői jogokat jelzi, nem szolgál a cikkben szereplő információk forrásmegjelöléseként.

## Kapcsolódó szócikk
- UTC−03:30